# Hachd al-Chaabi
Ne doit pas être confondu avec Hachd al-Watani.
Les Hachd al-Chaabi (PMF ; en arabe : الحشد الشعبي, « Unités de mobilisation populaire » ou « Forces de mobilisation populaire ») sont une coalition paramilitaire de milices en majorité chiites formée en 2014 pendant la seconde guerre civile irakienne. Parrainée par l'État irakien, elles sont composées de plusieurs dizaines de factions armées différentes, pour la plupart des groupes musulmans chiites, mais elles comprennent également des groupes de confession musulmane sunnite, chrétienne et yézidie,. Les unités de mobilisation populaire en tant que groupe ont été créées en 2014 et ont combattu dans presque toutes les batailles majeures contre l'État islamique.
Certaines de ses milices qui sont alliées de l’Iran sont considérées comme des groupes terroristes par certains États, tandis que d’autres ont été accusées de promouvoir la violence. Les factions paramilitaires khomeinistes des Hachd al-Chaabi ont été engagées dans des conflits politiques et idéologiques avec les factions pro-sistanistes et sadristes du Hachd al-Chaabi, et leur rivalité croissante a éclaté en affrontements violents,.

## Symbole
Bien que les factions aient leurs propres drapeaux, un drapeau jaune ou blanc avec l'expression « Al-Hashd Al-Sha'bi » est également utilisé par les groupes coalisés avec le drapeau irakien.

## Organisation

### Fondation
Le 13 juin 2014, à Nadjaf, trois jours après la chute de Mossoul, l'ayatollah Ali al-Sistani appelle au djihad contre l'État islamique, entraînant l'arrivée de milliers de volontaires dans les rangs des milices chiites,.
Selon Allan Kaval et Louis Imbert, journaliste pour Le Monde : « Ces hommes, formés durant les années 2000 dans la lutte contre « l’occupant » américain, puis dans la guerre civile entre groupes sunnites et chiites, étaient jusque-là perçus par bien des Irakiens comme des criminels, des semeurs de trouble. Avec la bénédiction de l’ayatollah Ali Al-Sistani, qui ne les porte pourtant pas dans son cœur, ils se rachètent tout en acquérant d’un coup une légitimité nationale. Étroitement encadrés par des conseillers politiques et militaires iraniens dépêchés sur les fronts, ils vont alors étendre leur influence ».

### Commandement
Le président des Hachad al-Chaabi est Faleh al-Fayadh, conseiller à la sécurité nationale ; mais le numéro 2, Abou Mehdi al-Mouhandis, le chef des Kataeb Hezbollah, est d'après l'AFP « le véritable homme fort du Hachd car, font valoir les experts, il est celui qui est le plus proche de l'Iran ». Ce dernier est tué par une frappe aérienne ciblée américaine à proximité de l'aéroport international de Bagdad le 3 janvier 2020. Le commandant de la 12e brigade, Mushtaq Talib al-Saïdi, est quant à lui tué par une autre frappe ciblée américaine à Bagdad le 4 janvier 2024, soit quatre ans plus tard à un jour près.

### Effectifs
Début 2015, les effectifs des Hachd al-Chaabi sont estimés entre 60 000 et 90 000 hommes. Fin 2016, elles revendiquent 142 000 combattants. Fin 2017, le Parlement affirme avoir compté 110 000 combattants.En Juin 2023, on compte 230 000 combattants

### Composition
Les Hachd al-Chaabi regroupent 60 à 70 milices, si certaines d'entre-elles sont sunnites, chrétiennes, yézidies ou shabaks, la grande majorité sont des brigades chiites armées et financées par l'Iran et épaulées par des conseillers militaires iraniens,,,,,. Au sein des Hachd al-Chaabi, les groupes sont rassemblés ou divisés en plusieurs brigades. Certaines milices particulièrement importantes, comme l'Organisation Badr, sont présentes dans plusieurs brigades. Le chercheur Morgan Lotz dresse la liste complète des différentes milices qui composent les Hachd al-Chaabi.
- 1re brigade : Organisation Badr et Liwa al-Imam Muhammad al-Jawad[29]
- 2e brigade : Division de combat de l'Imam Ali[29],[31]
- 3e brigade : Organisation Badr[29]
- 4e brigade : Organisation Badr[29]
- 5e brigade : Organisation Badr[29]
- 6e brigade : Kataeb Djound al-Imam[29]
- 7e brigade : Liwa al-Muntadhar[29]
- 8e brigade : Saraya Ashura[29]
- 9e brigade : Organisation Badr et Liwa Kerbala[29]
- 10e brigade : Organisation Badr[29]
- 11e brigade : Liwa Ali al-Akbar[29],[31]
- 12e brigade : Harakat Hezbollah al-Nujaba[29]
- 13e brigade : Liwa al-Tafuf[29],[31]
- 14e brigade : Brigade Sayyed al Shuhada (en)[29]
- 15e brigade : Quwat al-Shaheed al-Sadr et and Kataeb al-Fatah al-Mubin[29]
- 16e brigade : Organisation Badr et Brigades turkmènes[29]
- 17e brigade : Saraya al-Djihad[29]
- 18e brigade : Saraya al-Khorasani[29],[31]
- 19e brigade : Ansar Allah al-Awfiya et Tashkil al-Hussein al-Thair[29]
- 20e brigade : Liwa al-Taff[29]
- 21e brigade : Organisation Badr[29]
- 22e brigade : Organisation Badr[29]
- 23e brigade : Organisation Badr[29]
- 24e brigade : Organisation Badr[29]
- 25e brigade : Quwat al-Shaheed al-Sadr al-Awal[29],[31]
- 26e brigade : Division de combat d'al-Abbas[29]
- 27e brigade : Organisation Badr et Quwat al-Shaheed al-Qa'id Abu Muntadhar al-Muhammadawi[29]
- 28e brigade : Saraya Ansar al-Aqeeda[29]
- 29e brigade : Kataeib Ansar al-Hujja[29]
- 30e brigade : Organisation Badr et milice chabak[29],[32]
- 31e brigade : Kataeb al-Tayyar al-Risali[29]
- 33e brigade : Quwat Wa'ad Allah[29]
- 35e brigade : Quwat al-Shaheed al-Sadr[29]
- 36e brigade : Organisation Badr, Liwa al-Hussein et Régiment Lalesh[29]
- 39e brigade : Harakat al-Abdal[29]
- 40e brigade : Brigades de l'imam Ali[29]
- 41e brigade : Asaïb Ahl al-Haq[29]
- 42e brigade : Asaïb Ahl al-Haq (Quwat/Liwa al-Shaheed al-Qaid Abu Mousa al-Amiri)[29]
- 43e brigade : Asaïb Ahl al-Haq (Saba al-Dujail)[29]
- 44e brigade : Liwa Ansar al-Marja'iyya[29]
- 45e brigade : Kataeb Hezbollah[29]
- 46e brigade : Kataeb Hezbollah (Saraya al-Difa al-Shaabi)[29]
- 47e brigade : Kataeb Hezbollah (Saraya al-Difa al-Shaabi)[29]
- 50e brigade : Brigades de Babylone[29],[32]
- 51e brigade : Brigade Salah al-Din[29]
- 52e brigade : Organisation Badr et Brigades turkmènes[29]
- 53e brigade : Organisation Badr et Liwa al-Hussein[29]
- 55e brigade : Organisation Badr[29]
- 56e brigade : Liwa Hashd Shuhada Kirkuk[29]
- 66e brigade : Saraya Ansar al-Aqeeda[29]
- 88e brigade : Milice sunnite[29]
- 90e brigade : Fursan al-Joubour[29]
- 91e brigade : Nawader Shammar[29]
- 92e brigade : Brigades turkmènes[29]
- 99e brigade : Jaysh al-Mu'ammal[29]
- 110e brigade : Organisation Badr[29]
- 201e brigade : Garde de Ninive[29]
- 313e brigade : Brigades de la paix[29]
- 314e brigade : Brigades de la paix[29]
- 14e régiment : Régiment sunnite[33]
- 38e régiment : Tribu Sab'aween[33]
- 39e régiment : Jubur[34]
- 80e régiment : Unités de résistance de Sinjar[35]

### Liens avec le gouvernement irakien et l'armée irakienne
Le gouvernement irakien de Haïder al-Abadi souhaiterait dépolitiser ces milices en les intégrant dans une Garde nationale, mais le projet de loi correspondant, en juillet 2015, n'a pas été accepté par le Parlement.
Fin novembre 2016, une loi votée au Parlement reconnaît les Hachd al-Chaabi comme une composante des Forces armées irakiennes, placée sous l'autorité directe du Premier ministre. Cependant cette intégration reste théorique. Les tentatives des gouvernements irakiens pour placer les Hachd al-Chaabi sous l'autorité de l'État échouent. En 2019, un budget de 2,17 milliards de dollars est alloué aux Hachd.
Le 15 décembre 2017, dans un sermon lu en son nom à la mosquée de Kerbala, l'ayatollah Ali al-Sistani appelle à la dissolution des Hachd al-Chaabi et à l'intégration de leurs combattants au sein des services de sécurité de l’État irakien.
Lors des Élections législatives irakiennes de 2018, les milices se dotent d'une branche politique et se regroupent autour de l'Alliance Fatah.
La 80e brigade, principalement composée de Yézidis, est en revanche réputée proche du Parti des travailleurs du Kurdistan (PKK) qui était intervenu en Irak en 2014 pour protéger cette population des persécutions de l’État islamique. La brigade est régulièrement ciblée par des attaques aériennes de l'armée turque.

## Idéologie
La plupart sont des milices chiites sont pro-iraniennes, proches du guide de la Révolution Ali Khamenei, et leur objectif est l'instauration en Irak d'un gouvernement islamique chiite fondé sur le Velayat-e faqih. Six groupes chiites en revanche, proches de l'ayatollah Ali al-Sistani, rejettent le Velayat-e faqih. Enfin les Brigades de la paix, dirigées par Moqtada al-Sadr, tiennent une position nationaliste et cherchent à s'éloigner de l'influence iranienne.
Les milices présentes sont composées par les confessions religieuses et les groupes ethniques présents en Irak, en majorité des Arabes chiites et des arabo-persans, une minorité d'arabes sunnites tribaux, des assyriens catholiques, des turkmènes d'Irak et des kurdes. Elles sont reliées à la politique de défense de leurs intérêts ethniques et religieux.

## Politique
En 2018, après la défaite de l'État islamique, les Hachd al-Chaabi aspirent à jouer un rôle politique en Irak. Comme les milices ne peuvent pas présenter de candidats, beaucoup de leurs chefs démissionnent pour pouvoir participer aux élections. Ils forment une coalition appelée « l'Alliance Fatah » et surnommée la coalition « des moudjahidines ». Les Hachd al-Chaabi demeurent cependant divisés entre les « khameneistes », les « sistanistes » et les « sadristes ». Contre l'avis de Moqtada al-Sadr, « l'Alliance du Fatah » apporte son soutien au Premier ministre Haïder al-Abadi. Cependant l'alliance, formée le 14 janvier 2018, ne dure que 24 heures ; al-Abadi décide finalement de concourir séparément aux législatives. L'Iran soutiendrait pour sa part une candidature d'Hadi Al-Ameri, le chef de l'Organisation Badr.

## Pertes
Environ 7 500 membres des Hachd al-Chaabi sont tués entre juillet 2014 et août 2017 lors de la seconde guerre civile irakienne. En décembre 2017, Ahmed Al-Assadi, porte-parole des Hachd al-Chaabi, annonce que près de 8 000 miliciens ont été tués et 14 000 blessés au cours du conflit. Cependant en janvier 2020, il hausse le bilan des pertes entre 2014 et 2017 à 9 000 morts et 23 000 blessés.

## Réactions internationales
En 2016, le commandant de la CJTF-OIR, le lieutenant-général Stephen J. Townsend, a décrit les milices PMF comme des alliés « remarquablement disciplinés » depuis son arrivée. Il a ajouté que les Hachd al-Chaabi pourraient rendre l’Irak plus sûr – si elles devenaient une force semblable à une garde nationale, et non une «marionnette» de l'Iran.

## Exactions et crimes de guerre
Les milices ont été accusées de nombreux crimes de guerre durant la seconde guerre civile irakienne — racket, enlèvements, meurtres, disparitions forcées, viols, pillages — visant principalement des civils sunnites dans les zones reconquises à l'État islamique. Amnesty International a ainsi recueilli des témoignages décrivant des rafles et exécutions sommaires visant de jeunes hommes.
Le 12 juillet 2014, 29 prostituées et deux hommes proxénètes sont massacrés dans le quartier de Zayouna, à Bagdad, probablement par des miliciens chiites,. Le 22 août 2014, des combattants des Hachd al-Chaabi massacrent au moins 68 civils sunnites dans une mosquée à Hamrine près de Bakouba, dans la province de Diyala,,,. Le 26 janvier 2015, 56 à 77 jeunes hommes sunnites sont fusillés par des miliciens dans le village de Barwana, également dans la province de Diyala,,. Après la reprise de Tikrit à l'État islamique, des témoins indiquent des destructions d'habitations civiles pour les milices. À ce propos, le vice-président irakien Osama al-Nujaifi (en) déclare que « C’est un message négatif, qui déforme le vrai sens de cette victoire, parce ce sont des actes de vengeance contre des civils ». Les milices sont supposées agir en vengeance du massacre de Tikrit, durant lequel plus de mille prisonniers de guerre chiites ont été exécutés par l'État islamique. Selon Human Rights Watch, en janvier 2016 les miliciens chiites exécutent au moins plusieurs dizaines de civils sunnites, ravagent des maisons et de mosquées, et commettent des enlèvements et des pillages dans les environs de Mouqdadiyah, dans la province de Diyala. Lors de la bataille de Mossoul, les milices chiites ont également exercé de nombreuses vengeances à l'encontre de la population sunnite.

## Membres notables
- Abou Azrael (depuis 2014)
- Abou Tahsine al-Salhi † (2014-2017, mort au combat.)
- Salwan Momika (2014-2017, a fait défection.)

## Vidéographie
- Vice news, « The Battle for Iraq: Shia Militias vs. the Islamic State » [vidéo], sur youtube, 12 février 2015.